# Theodore Christianson

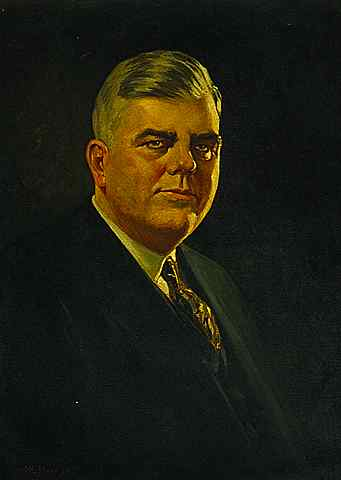
Theodore Christianson

Theodore Christianson (* 12. September 1883 im Lac qui Parle County, Minnesota; † 9. Dezember 1948 in Dawson, Minnesota) war ein US-amerikanischer Politiker und von 1925 bis 1931 Gouverneur des Bundesstaates Minnesota.

## Frühe Jahre und politischer Aufstieg
Christianson besuchte die öffentlichen Schulen seiner Heimat und die Dawson High School. Danach studierte er bis 1909 an der University of Minnesota unter anderem Jura. Zwischenzeitlich arbeitete er als Lehrer. Nach seiner im Jahr 1909 erfolgten Zulassung als Rechtsanwalt arbeitete er in Dawson in diesem Beruf. Etwa zur gleichen Zeit stieg Christianson in das Zeitungsgeschäft ein. Zwischen 1909 und 1925 war er Besitzer und Herausgeber des „Dawson Sentinel“.
Christianson war Mitglied der Republikanischen Partei. Zwischen 1910 und 1911 war er im Gemeinderat von Dawson und von 1915 bis 1925 war er Abgeordneter im Repräsentantenhaus von Minnesota. Im November 1924 wurde er als Kandidat seiner Partei zum neuen Gouverneur seines Staates gewählt.

## Gouverneur und Kongressabgeordneter
Nachdem er in den Jahren 1926 und 1928 jeweils wiedergewählt worden war, konnte Christianson zwischen dem 6. Januar 1925 und dem 6. Januar 1931 als Gouverneur amtieren. In seiner Amtszeit wurde in Minnesota eine Verwaltungsreform eingeleitet. Damals entstand unter anderem ein Ausschuss, der sich mit der Kriminalität beschäftigte. Die Staatsausgaben wurden verringert und die Steuern wurden trotzdem nicht erhöht. Das letzte Jahr seiner Regierungszeit wurde von den Ereignissen der Weltwirtschaftskrise überschattet, von der auch Minnesota, und hier vor allem die Farmer, betroffen war.
Zwischen dem 4. März 1933 und dem 3. Januar 1937 vertrat Christianson seinen Staat im US-Repräsentantenhaus. Im Jahr 1936 kandidierte er erfolglos für einen Sitz im US-Senat. Danach zog er nach Chicago, wo er eine führende Stelle bei einer Handelsvereinigung einnahm. Er verstarb im Dezember 1948 in Dawson. Theodore Christianson war zweimal verheiratet und hatte insgesamt zwei Kinder.